# Лозюк, Елена Васильевна
Елена Васильевна Лозюк (до 2011 — Шабельная; бел. Алена Васільеўна Лазюк (Шабельная); род. 24 июля 1990, Брест, Белорусская ССР) — белорусская волейболистка, центральная блокирующая, мастер спорта Республики Беларусь.

## Биография
Волейболом начала заниматься в брестском областном ЦОР «Виктория» у тренера В. В. Андриевича. В 2007—2016 (кроме сезона 2012—2013, проведённого в украинской команде «Волынь-Университет») выступала за «Ковровщик»/«Прибужье» (Брест), в составе которого выигрывала чемпионат, Кубок и Суперкубок Беларуси.
В 2016—2020 играла за польскую «Вислу», казахстанский «Алтай»-2, российские «Сахалин» и «Тулицу». В 2020 вернулась в Беларусь, где заключила контракт с могилёвским «Коммунальником», а в 2021 перешла в «Минчанку». В 2023—2025 играла за «Заречье-Одинцово» и «Муром», после чего вернулась в «Минчанку».
В 2007—2008 выступала за юниорскую и молодёжную сборные Беларуси. В 2021 году дебютировала в национальной сборной страны, приняв участие в чемпионате Европы и Евролиге.

## Игровая карьера
- 2007—2012 —  «Ковровщик»/«Прибужье» (Брест);
- 2012—2013 —  «Волынь-Университет» (Луцк);
- 2013—2016 —  «Прибужье» (Брест);
- 2016—2017 —  «Висла» (Варшава);
- 2017—2018 —  «Алтай»-2 (Усть-Каменогорск);
- 2018—2019 —  «Сахалин» (Южно-Сахалинск);
- 2019—2020 —  «Тулица» (Тула);
- 2020—2021 —  «Коммунальник» (Могилёв);
- 2021—2023 —  «Минчанка» (Минск);
- 2023—2024 —  «Заречье-Одинцово» (Московская область);
- 2024—2025 —  «Муром» (Владимирская область);
- с 2025 —  «Минчанка» (Минск).

## Достижения

### Клубные
- 3-кратная чемпионка Беларуси — 2014, 2022, 2023;
  - двукратный бронзовый призёр чемпионатов Беларуси — 2015, 2016.
- 3-кратный победитель розыгрышей Кубка Беларуси — 2014, 2015, 2021;
  - серебряный призёр Кубка Беларуси 2022.
- двукратный обладатель Суперкубка Беларуси — 2014, 2015.
- серебряный призёр чемпионата Украины 2013.
- победитель розыгрыша Кубка Украины 2012.
- серебряный призёр чемпионата России среди команд высшей лиги «А» 2020.
- победитель розыгрыша Кубка Сибири и Дальнего Востока 2018.

### Индивидуальные
- 2021: лучшая центральная блокирующая чемпионата Беларуси.